# Wünsche (Pur-Album)
Wünsche ist ein 2009 erschienenes Musikalbum der Gruppe Pur.

## Entstehung und Veröffentlichung
Pur arbeiteten von Winter 2007 bis Frühjahr 2009 am neuen Album Wünsche. Im Gegensatz zu früheren Alben waren auf Wünsche alle fünf Bandmitglieder an der Entstehung der Lieder beteiligt. Auf dem neuen Album verarbeitete Sänger Hartmut Engler unter anderem die Trennung von seiner Freundin Nubya im Mai 2008, seine anschließende Depressionen und seinen Alkoholmissbrauch (Irgendwo; Gesund).
Das einzige echte Liebeslied des Albums, Der geschenkte Tag, entstand erst spät und geht auf Englers neue Beziehung nach der Trennung zurück. Das Lied Frau Schneider beschäftigt sich mit dem Thema Demenz und war die Folge eines Besuchs Englers in einem Altersheim. Die Beste singt Hartmut Engler im Duett mit Janine Meyer, Sängerin der Band Luxuslärm. Die Single Irgendwo wurde am 21. August 2009 vorausgekoppelt und erreichte Platz 26 der deutschen Single-Charts.
Am 31. August 2009 stellte Pur das neue Album vor rund 100 Fans im Berliner Admiralspalast vor. Wünsche erschien am 4. September 2009 und stieg direkt auf Platz 1 der deutschen Album-Charts ein.
Vom 27. November bis 12. Dezember 2009 ging die Gruppe auf Deutschlandtour, wobei am 25. November die Vorpremiere im Gerry-Weber-Stadion in Halle (Westf.) stattfand. Die Tour begann in der Olympiahalle München und endete mit zwei Konzerten in der Dortmunder Westfalenhalle 1. Während der Tour spielte Pur vor mehr als 162.000 Zuschauern. Das neue Album wurde zudem unter anderem bei Willkommen bei Carmen Nebel und im Rahmen der José-Carreras-Gala 2009 vorgestellt.

## Titelliste

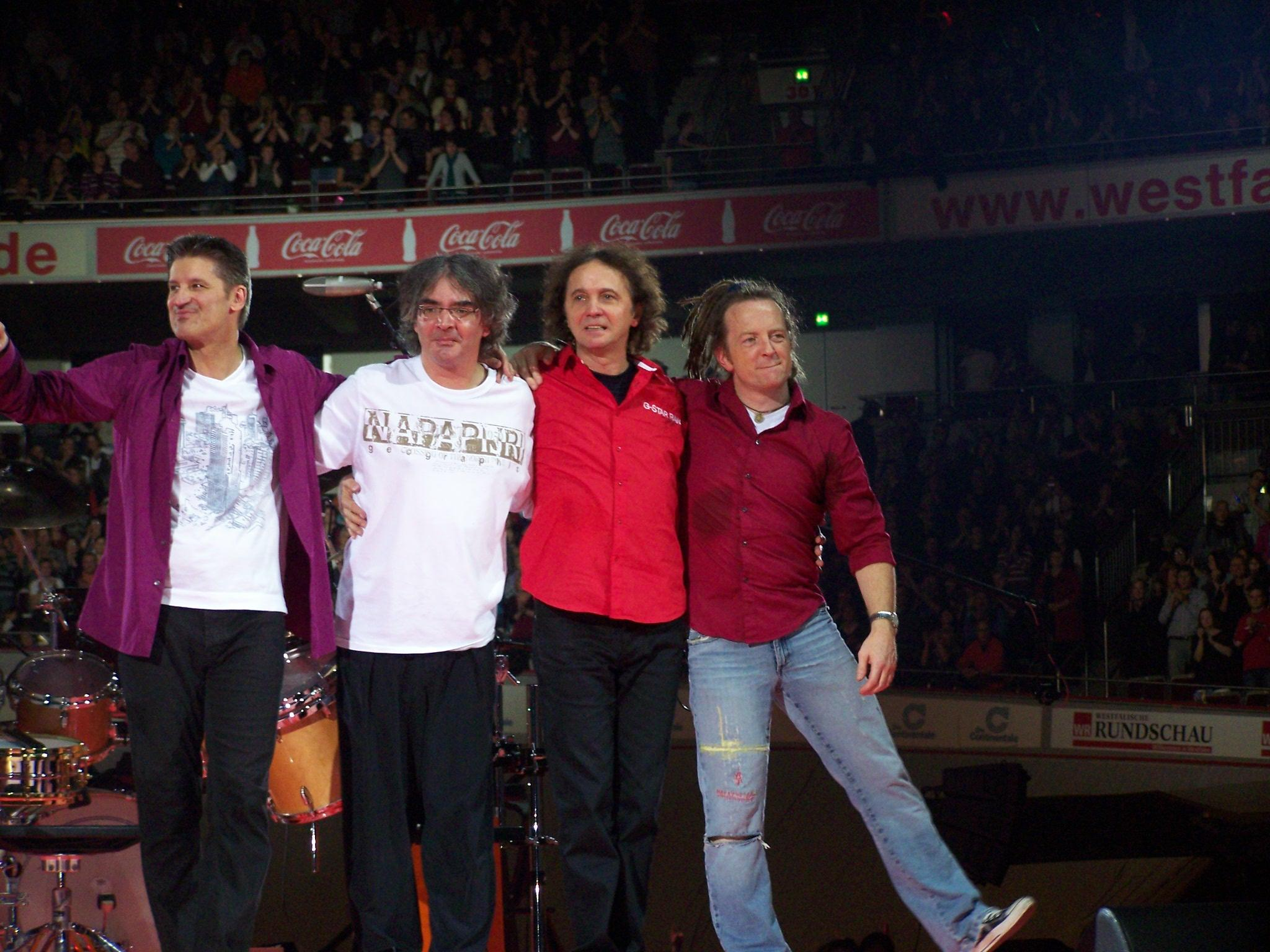
Pur auf dem vorletzten Konzert der Deutschlandtour zum Album am 11. Dezember 2009 in Dortmund

1. Irgendwo – 3:44
2. Wiedersehen – 3:37
3. Wünsche – 6:32
4. Raus aus dem Schoß – 3:45
5. Frau Schneider – 3:53
6. Gesund – 5:12
7. Herbst – 4:45
8. Die Beste – 4:20
9. Geliebt – 3:57
10. Stell dich – 2:59
11. Herzlich – 4:14
12. Winter 59 – 4:27
13. Kathrina – 4:21
14. Menschlichkeit – 4:43
15. Der geschenkte Tag – 2:47
16. Wünsche reloaded – 1:13

## Rezeption
„Wie Anfang der 90er Jahre schöpft die Band brav-wertkonservativ und heimelig aus der alten Soulrezeptur Hoffnung, schafft damit natürlich keine musikalische Neuschöpfung, aber eine solide Sanierung ihrer musikalischen Sprache, die sich aus dem breit gefächerten Konsens zwischen Genesis und Tom Petty bedient“, schrieb die Aachener Zeitung. „Mit dem Album Wünsche (EMI) sind Pur zurück im großen Pop der verbindlichen Unverbindlichkeit, einer menschelnden Gefühligkeit, die den kleinsten gemeinsamen Nenner der Menschen wie du und ich findet, ohne anzuecken“, so die Ostthüringer Zeitung. Die Passauer Neue Presse lobte das Album, auf dem „das Bemühen, in 16 Songs die komplette musikalische Bandbreite des Quintetts auszuspielen, […] deutlich spürbar [ist].“ Pur überzeuge „mit etwas Mut zu mehr musikalischer Offenheit.“
Der Stern kritisierte vor allem das Titellied Wünsche und nannte es einen „klare[n] Fall von Betroffenheitsinszenierung mittels Heranwanzung an den viel zitierten kleinen Mann.“ „Die Texte der ‚Wünsche‘-CD haben mehr Tiefgang als die Vorgänger, musikalisch aber ist während der dreijährigen Bühnenabstinenz nicht allzu viel passiert. Noch immer steht Pur für Party-Pop mit eingängigen Rhythmen, die sich perfekt zum Mitklatschen eignen“, schrieb die Kölnische Rundschau.

## Auszeichnungen
Für mehr als 200.000 verkaufte Einheiten wurde Wünsche mit einer Platin-Schallplatte ausgezeichnet. Pur erhielt für das Album 2010 eine Echo-Nominierung in der Kategorie „Gruppe des Jahres (national)“.